# 海因茨·默特尔
海因茨·默特尔（德語：Heinz Mertel，1936年7月19日—），德国男子射击运动员。他曾代表西德参加1968年、1972年和1976年夏季奥林匹克运动会射击比赛，其中1968年奥运会获得一枚银牌。